# Pavel Trčka
Pavel Trčka (* 7. prosince 1933) je bývalý český fotbalový obránce.

## Fotbalová kariéra
V československé lize hrál za Spartak Praha Stalingrad/ČKD Praha (dobové názvy Bohemians). Nastoupil ve 124 ligových utkáních a dal 1 gól. Za reprezentační B-tým nastoupil v 1 utkáních a za olympijský výběr nastoupil ve 2 utkáních.

## Ligová bilance
| Ročník                                   | Zápasy | Góly | Klub                     |
| ---------------------------------------- | ------ | ---- | ------------------------ |
| 1. československá fotbalová liga 1959/60 | 13     | 0    | Spartak Praha Stalingrad |
| 1. československá fotbalová liga 1960/61 | 26     | 1    | Spartak Praha Stalingrad |
| 1. československá fotbalová liga 1961/62 | 23     | 0    | ČKD Praha                |
| 1. československá fotbalová liga 1962/63 | 21     | 0    | ČKD Praha                |
| 1. československá fotbalová liga 1963/64 | 23     | 0    | ČKD Praha                |
| 1. československá fotbalová liga 1964/65 | 18     | 0    | Bohamians Praha          |
| CELKEM                                   | 124    | 1    |                          |